# Крематориум
Крематориумът е специално изградена сграда с пещ, която се използва за кремация на покойници камерата за кремация не е проектирана да държи повече от един човек наведнъж. 
Кремацията е процес на изгаряне на тела. Извършва се преди погребението в специална кремационна пещ. Средната температура вътре в камерата е повече от 1000 ° C, така че останките на човек се превръщат в прах. Може да се съхранява в малка урна. 

## Устройство
Модерните крематориуми са високотехнологични пещи, снабдени с няколко нива на защита и електронни компоненти. В тях не се допуска смесването на тленните останки от различни покойници.

## В България
В България има крематориуми в София, Пловдив и Варна.
Православната църква в България не отрича, но и не поощрява кремацията.
Фирма за кремация София